# Álvaro Alberto
Álvaro Alberto da Mota e Silva (Rio de Janeiro 22 de abril de 1889 — Rio de Janeiro, 31 de janeiro de 1976) foi um vice-almirante da Marinha do Brasil e cientista brasileiro. Foi inventor de explosivos e tintas anti-incrustantes polivalentes. Sua principal contribuição foi a implementação do programa nuclear brasileiro. Foi o representante do Brasil na comissão de energia atômica da Organização das Nações Unidas (ONU).

## Biografia

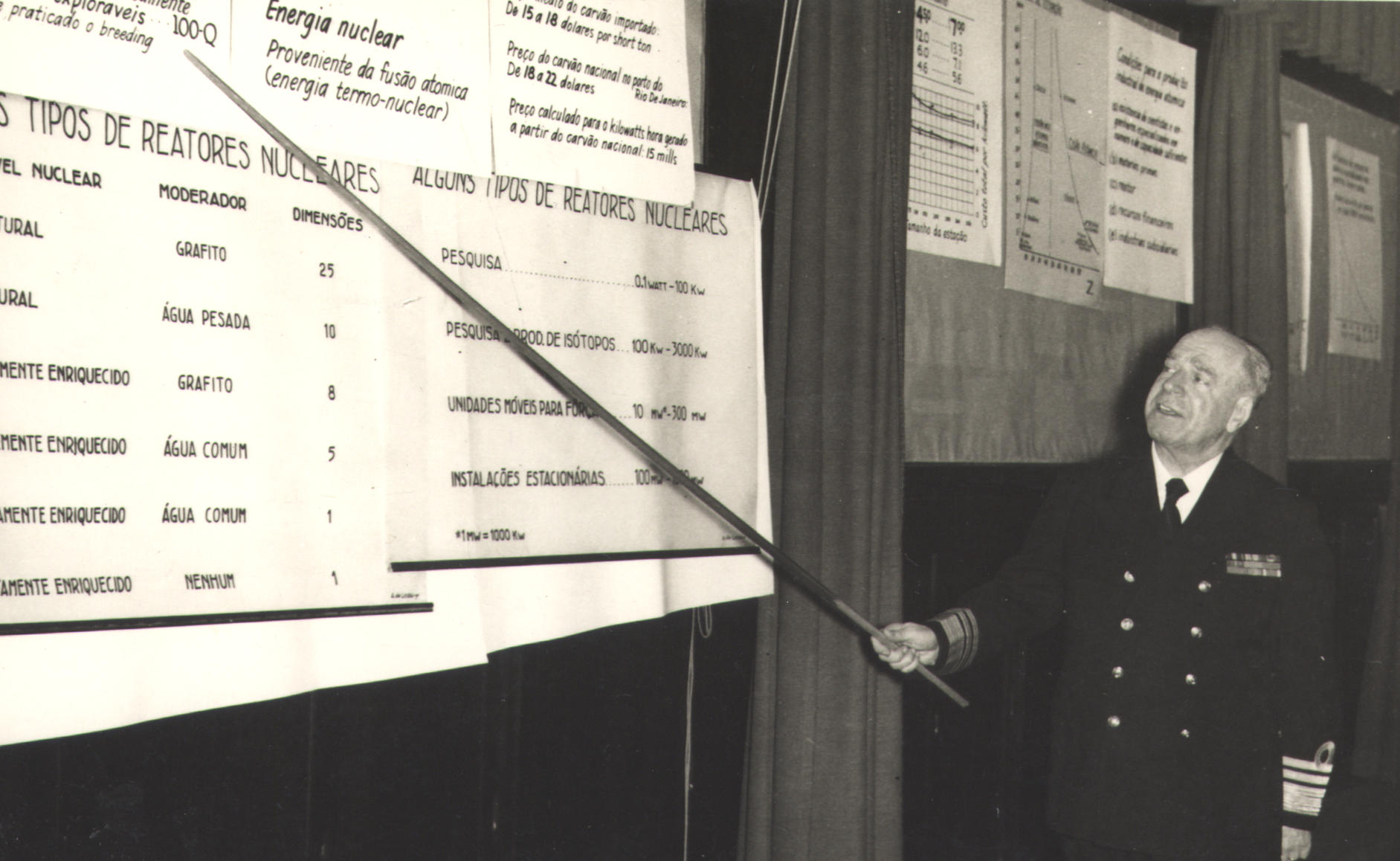
Álvaro Alberto da Mota e Silva, presidente do Conselho Nacional de Pesquisas, em 1951.

Oficial de Carreira da Marinha do Brasil, começou a se interessar pela química de explosivos e ingressou na Escola Politécnica (UFRJ) em 1911. Em 1916, tornou-se professor de química e explosivos da Escola Naval. Foi catedrático do Departamento de Físico-Química da Escola Naval e incluiu o estudo da física nuclear no currículo desta escola (1939). Em 1919, foi servir em Angra dos Reis, colaborando com a criação da Escola Proletária de Meriti, em Nova Iguaçu, em 1921.
Foi o quarto presidente da primeira Sociedade Brasileira de Química, entre 1926 e 1927. Presidiu a Academia Brasileira de Ciências em 1935, tendo sido parte da comitiva que recebeu Albert Einstein na sua visita ao Brasil, em 1925. Grande entusiasta da energia nuclear, foi o representante do Brasil na Comissão de Energia Atômica da ONU, onde chegou à presidência. Foi associado ao Rotary Club do Rio de Janeiro e presidiu a instituição no período de 1935 a 1936.
Em 1946, foi nomeado representante brasileiro no Comitê de Energia Atômica da recém-criada Organização das Nações Unidas (ONU), associou-se aos representantes russos na rejeição às propostas do Plano Baruch, onde os norte-americanos pressionavam para controlar as reservas mundiais de tório e urânio (1946). O almirante defendia uma campanha de nacionalização das minas de tório e urânio do Brasil e contrariava a política dos EUA. Álvaro Alberto suscitou o Princípio das Compensações Específicas: nenhuma transação comercial com minerais estratégicos (termo cunhado por Alberto) deveria se realizar contra pagamento em dinheiro, mas sim, na base de troca de tecnologia.
O Brasil exportava areia monazítica para os Estados Unidos, rica em tório (1945). Dois acordos, o primeiro em 1945 e o segundo em 1952, organizavam essa exportação de monazita em grandes quantidades, sem compensação específica para o Brasil. Em 1946, o Conselho de Segurança Nacional pediu que o primeiro acordo fosse denunciado, mas as exportações continuaram, além do contrabando, que gerou ação disciplinar em 1952.
Em meio a esse contexto, Álvaro Alberto tinha em mente a criação de uma instituição governamental, cuja principal função seria incrementar, amparar e coordenar a pesquisa científica nacional. Assim, foi também o responsável pela proposta de criação do Conselho Nacional de Desenvolvimento Científico e Tecnológico (CNPq), aprovada em 1951.
Em 1953, o almirante Álvaro Alberto pediu autorização de Getúlio Vargas para a realização de missões na Europa, de modo a buscar cooperação de pesquisa na área nuclear. Em missão do CNPq, viajou para a Europa no fim de 1953, onde faria contato na França e na Alemanha ocupada pelos aliados.
Na França, o resultado das missões resultou em tecnologia para a extração de urânio em Poços de Caldas e a aquisição de uma usina de “yellowcake”, assinando um contrato com a Societé des Produits Chimiques des Terres Rares e na Alemanha, onde havia estudado física antes da Segunda Guerra Mundial. Através de seus antigos contatos, encomendaram a físicos alemães, à margem da legalidade aliada, em janeiro de 1954, a construção de três conjuntos de centrifugação para o enriquecimento de urânio ao preço de 80 mil dólares.
Como voluntário, foi associado ao Rotary Club do Rio de Janeiro clube de serviços que presidiu no período 1935-1936 

## Homenagens
- Patrono da Cadeira n.º 10 da Academia Rotária de Letras da Cidade do Rio de Janeiro ABROL Rio. [7]
- Adicionado a título póstumo à Ordem de Rio Branco no grau de Grã-Cruz suplementar pelo então presidente Luiz Inácio Lula da Silva em 2005.[8]